# Os sacre de Tequixquiac
L'Os sacre de Tequixquiac és una escultura d'os corresponent al període de la prehistòria, considerat una obra d'art del continent americà. És una troballa única en el seu tipus dins del territori mexicà; també s'ha convertit en icona d'identitat dels habitants de municipi homònim. La peça s'exhibeix de manera permanent al Museu Nacional d'Antropologia (Mèxic) situat a Ciutat de Mèxic.

## Troballa

Amb les excavacions del túnel del canal de Desguàs de l'estat de Mèxic, es trobà la peça prehistòrica al 1870

Mural de la Prehistòria, representant la talla de l'Os sacre de Tequixquiac

Una de les troballes més excel·lents de l'art primitiu americà es descobrí al municipi de Tequixquiac; se l'anomenà l'Os sacre de Tequixquiac i se li atribueix una antiguitat mínima d'onze a dotze mil anys.
La peça aparegué durant les excavacions del túnel de drenatge profund de la Ciutat de Mèxic. Tequixquiac és un municipi on s'han fet grans descobriments quant a material fòssil es refereix, tot i que amb el pas del temps la terra i la vegetació han sepultat restes d'humans i animals que després i de manera casual han estat trobats: és el cas de l'“Os sacre de Tequixquiac”, descobert el 4 de febrer de 1870, a dotze metres de profunditat, durant les obres de canalització del desguàs de la ciutat de Mèxic; aquest fòssil es considera un exemple d'art suggerit, i se li ha donat valor científic per a la prehistòria del continent americà.